# Philip Mansel
Philip Mansel (né en 1951 à Londres) est un historien britannique, spécialiste de la France et de l'Empire ottoman aux époques moderne et contemporaine.

## Biographie
Philip Mansel étudie au collège d'Eton, au Balliol College de l'université d'Oxford et à l'university College de Londres.

## Ouvrages

### en français
- (fr) Le Prince de Ligne, le charmeur de l'Europe (en). Perrin 2002, 340 p.,  (ISBN 978-2262019143)[2].

### Traduits en français
- Louis XVIII, Librairie académique Perrin, 2013, 545 p. (ISBN 978-2-262-04314-8)
- Paris capitale de l'Europe, 1814-1852 (en), Perrin, 2003, 640 p. (ISBN 978-2-262-01913-6) ; réédité en 2020  (ISBN 9782262086732)
- Constantinople : La ville que désirait le monde, 1453-1924 (en), Seuil, 1997, 561 p. (ISBN 978-0-14-026246-9)
- Splendeur des sultans : les dynasties musulmanes, 1869-1952, Balland, 1990,  (ISBN 978-2715808294).
- Louis XIV : Roi du monde, Paris, Passés Composés, 2020,  (ISBN 978-2-37933-311-8).

### en anglais
- Louis XVIII (Londres, Blond and Briggs, 1981)
- Pillars of Monarchy: An Outline of the Political and Social History of Royal Guards, 1400-1984 (New York, Quartet Books, 1984)
- The Eagle in Splendour: Napoleon I and His Court (Londres, George Philip, 1987)
- The Court of France: 1789-1830 (New York, Cambridge University Press, 1988)
- Sultans in Splendour: The Last Years of the Ottoman World (New York, Vendome, 1989)
- Constantinople: City of the World's Desire, 1453-1924 (New York, St. Martin's, 1995)[3]
- The French Émigrés in Europe and the Struggle against Revolution: 1789-1814 (New York, St. Martin's Press, 1999) (éditeur, avec Kirsty Carpenter)
- Paris Between Empires, 1814-1852 (Londres, John Murray, 2001)
- Prince of Europe: The Life of Charles-Joseph De Ligne, 1735-1814 (Londres, Weidenfeld & Nicolson, 2003)
- Dressed to Rule: Royal and Court Costume from Louis XIV to Elizabeth II (en) (New Haven, Yale University Press, 2005)[4]
- Levant: Splendour and Catastrophe on the Mediterranean (en) (Londres, John Murray, 2010)
- Monarchy and Exile: The Politics of Legitimacy from Marie de Médicis to Wilhelm II (Londres, Palgrave Macmillan, 2011).
- Aleppo: The Rise and Fall of Syria's Great Merchant City (en)
- King of the World: the Life of Louis XIV (Penguin, 2019).